# John Alcock (vescovo)
John Alcock (Beverley, 1430 – Wisbech Castle, 1º ottobre 1500) è stato un vescovo cattolico inglese.

## Biografia
Vescovo di Rochester (1472), Worcester (1476) e Ely (1486), fu inoltre politico e ricoprì la carica di lord cancelliere. Diplomatico sotto Enrico VII, che lo mandò in Scozia, fondò il Jesus College a Cambridge, oltre a sovvenzionare pesantemente l'università.

## Genealogia episcopale e successione apostolica
La genealogia episcopale è:
- Papa Niccolò I
- Papa Formoso
- Vescovo San Plegmund
- Vescovo Althelm
- Vescovo Wulfhelm
- Vescovo Odo
- Vescovo San Dunstan
- Vescovo Sant'Aelphege
- Vescovo Elfric
- Vescovo Wulfstan
- Vescovo Ethelnoth
- Vescovo Eadsige
- Vescovo Stigand
- Vescovo Siward
- Vescovo Lanfranco di Canterbury
- Vescovo Thomas
- Vescovo Anselmo d'Aosta
- Vescovo Richard de Belmeis
- Vescovo William of Corbeuil
- Vescovo Henry of Blois
- Vescovo San Tommaso Becket
- Vescovo Roger of Gloucester
- Vescovo Peter de Leia
- Vescovo Gilbert Glanville
- Vescovo William of St. Mere L'eglise
- Vescovo Walter de Gray
- Vescovo Walter Kirkham
- Vescovo Henry
- Vescovo John of Halton
- Vescovo Roger Northborough
- Vescovo William Wyvil
- Arcivescovo Ralph Stratford
- Vescovo William Edendon
- Arcivescovo Simon Sudbury
- Vescovo Thomas Brentingham
- Vescovo Robert Braybrooke
- Arcivescovo Roger Walden
- Cardinale Henry Beaufort
- Cardinale Thomas Bourchier
- Vescovo John Alcock

La successione apostolica è:
- Vescovo Thomas Langton (1483)